# Zbór Kościoła Zielonoświątkowego w Chodzieży
Zbór Kościoła Zielonoświątkowego w Chodzieży – zbór Kościoła Zielonoświątkowego w RP znajdujący się w Chodzieży, przy ulicy Jana Kilińskiego 9.
Nabożeństwa odbywają się w niedzielę o godzinie 10:00 i czwartek o godzinie 18:00. 